# Angélique Kidjo
Angélique Kpasseloko Hinto Hounsinou Kandjo Manta Zogbin Kidjo, nghệ danh Angélique Kidjo (sinh ngày 14 tháng Bảy năm 1960), là nữ danh ca người Benin đoạt giải Grammy. Bà cũng đóng phim và là nhà hoạt động nhân quyền. Tạp chí Time gọi bà là "Nữ Diva của Châu Phi". BBC đưa tên Kidjo vào danh sách 50 Nhân vật Biểu tượng của Lục địa Đen. The Guardian chọn bà là một trong 100 Phụ nữ truyền cảm hứng cho thế giới.
Âm nhạc Kidjo chịu ảnh hưởng từ nhiều thể loại khác nhau: Afropop, Caribbean zouk, rumba Congo, nhạc jazz, gospel, và nhạc Latin. Bà từng cộng tác với nhiều nghệ sĩ tên tuổi như: George Gershwin, Jimi Hendrix, Rolling Stones, Dave Matthews, Kelly Price, Alicia Keys, Branford Marsalis, Ziggy Marley, Philip Glass, Peter Gabriel, Bono, Carlos Santana, John Legend, Herbie Hancock, Josh Groban, Dr John,Kronos Quartet và Cassandra Wilson. Những bài hát nổi tiếng của Kidjo bao gồm "Agolo", "We We", "Adouma", Wombo Lombo", "Afirika", "Batonga" và "Malaika". Album Logozo xếp thứ 37 trong danh sách Những Album Nhạc Dance hay nhất mọi thời đại.
Kidjo nói và hát thông thạo năm thứ tiếng: Fon, Pháp ngữ, Yorùbá, Gen (Mina) và Anh ngữ.
Kidjo nhận giải thưởng Crystal năm 2015 từ Diễn đàn Kinh tế thế giới ở Davos, Thụy Sĩ và giải thưởng Đại Sứ Lương Tâm Tổ chức ân xá Quốc tế năm 2016.

## Thiếu thời
Kidjo sinh ra ở Ouidah, Benin. Lên sáu tuổi, Kidjo cùng với mẹ biểu diễn ở một nhà hát địa phương. Hoạt động này giúp bà tiếp xúc với ca vũ nhạc dân gian ngay từ nhỏ. Ở tuổi thiếu niên, bà tham gia ban nhạc ở trường và bắt đầu được công chúng biết đến với ca khúc "Les Trois Z" phát trên sóng radio quốc gia. Sau đó, bà cộng tác với nhà sản xuất người Cameroon Ekambi Brilliant, làm album nhạc đầu tay mang tên Pretty. Album thành công giúp bà có được nhiều tour lưu diễn khắp Tây Phi. Xung đột chính trị ở Benin khiến bà phải rời quê hương để chuyển đến sống ở Paris năm 1983.

## Tại Paris
Bà phải làm nhiều công việc khác nhau để có thể trả tiền học phí tại trường nhạc Jazz danh tiếng CIM. Tại đây, bà gặp người chồng tương lai Jean Hebrail và cộng tác với ông trong hầu hết các sản phẩm âm nhạc của bà. Năm 1985, bà là giọng nữ chính cho nhóm nhạc jazz/rock Pili Pili. Cuối thập niên 80, Kidjo là một trong những nghệ sĩ biểu diễn nhạc sống nổi tiếng nhất của Paris. Hãng Island Records kí hợp đồng với bà năm 1991. Năm 2000, Kidjo kí với hãng Columbia Records ở New York.

## Cuộc sống cá nhân
Kidjo kết hôn với nhà sản xuất âm nhạc người Pháp Jean Hébrail năm 1987. Họ có một người con gái tên Naima, sinh ngày 29 tháng 3 năm 1993.

## Đĩa hát
- Pretty (1981)
- Ewa Ka Djo (Let's Dance) (1985)
- Parakou (1990)
- Logozo (1991)
- Ayé (1994)
- Fifa (1996)
- Oremi (1998)
- Keep On Moving: The Best of Angelique Kidjo (2001)
- Black Ivory Soul (2002)
- Oyaya! (2004)
- Djin Djin (2007)
- Õÿö (2010)
- Spirit Rising (2012)
- Eve (2014)
- Sings with the Orchestre Philharmonique du Luxembourg (2015)
- Remain in Light (2018)